# Лазар Радосављевић
Лазар Радосављевић (рођен 9. априла 1991) је српски кошаркаш. Игра на позицији крила.

## Успеси
Има две европске титуле са репрезентацијом Србије у кадетској и јуниорској конкуренцији, освојене 2007. на Криту и 2009. у Француској.
Био је јуниорски првак Србије са Црвеном звездом 2008. године. Балкански је првак са репрезентацијом Србије у Бару 2008, и учесник ол-стар меча младих играча Европе у Пољској 2009. године.
Има две вицешампионске титуле Србије у кадетској и јуниорској конкуренцији.

### Репрезентативни
- Европско првенство до 16 година:  2007.
- Европско првенство до 18 година:  2009.

### Признања
- Најбољи јуниор спортског друштва Црвена звезда за 2009. годину.
- Спортиста општине Лепосавић 2004.
- Октобарска награда за спорт општине Лепосавић 2007.